# Cabrales
Pour les articles homonymes, voir Cabrales (homonymie).
Cabrales est une commune (concejo aux Asturies) située dans la communauté autonome des Asturies en Espagne.
Elle est située dans la comarque d'Oriente, au sud de Llanes, à l'ouest de la province de Cantabrie, à l'ouest de Peñamellera Alta et à l'est de Cangas de Onís, dans les pics d'Europe.
Son climat est océanique, humide et tempéré, avec des moyennes de précipitations annuelles de 1 700 mm et de température de 12º C.
Sur son territoire, se trouve notamment la Torca Idoúbeda, l'une des plus profondes cavités naturelles d'Espagne et du monde, ainsi que le système Torca Castil - Carbonal et la Torca Urriellu (es), trois cavités dont la profondeur dépasse les mille mètres.

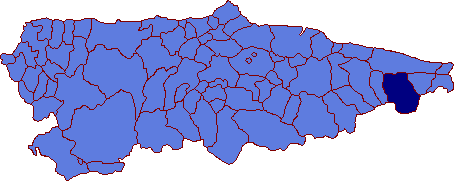
Situation de la commune parmi la communauté autonome des Asturies.

## Paroisses civiles
Le concejo de Cabrales est subdivisé en 9 paroisses civiles :
- Berodia
- Bulnes
- Carreña de Cabrales
- Las Arenas
- Poo
- Prado (en asturien: Prau)
- Puertas
- Sotres
- Tielve

## Histoire
B

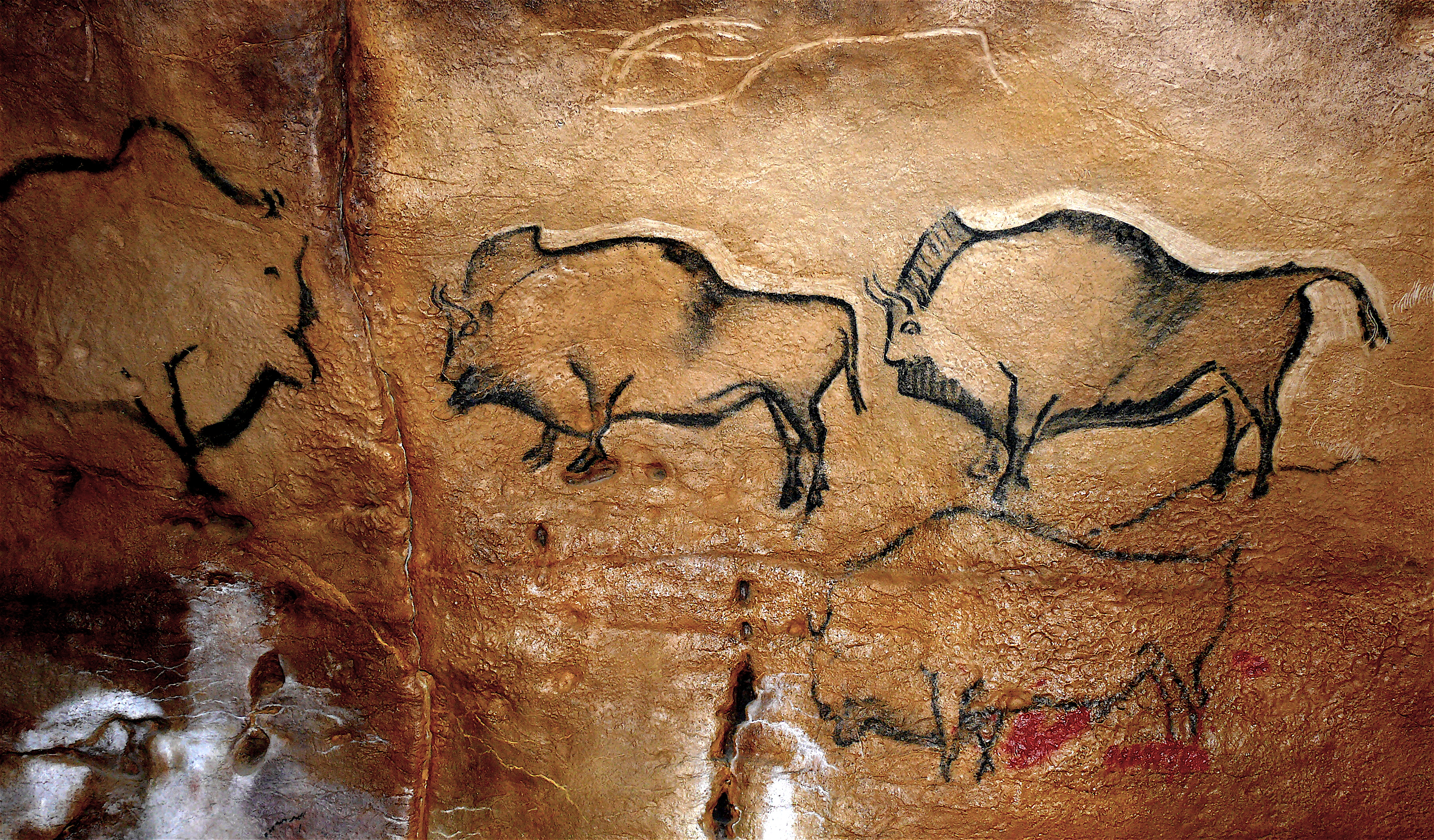
Bisons de la grotte de La Covaciella.

Le peuplement de la région remonte au Paléolithique, comme en témoignent les peintures rupestres de la grotte de La Covaciella et El Bosque, ainsi que les outils trouvés dans la grotte (cueva) Las Canes. Ce n'est qu'en 722 que la région est à nouveau mentionnée, lorsque les troupes musulmanes passent par Cabrales en route pour la bataille de Covadonga.
Des documents ecclésiastiques font état de la construction de l'église San Pedro à Camarmeña au XIIe siècle. Au XIVe, le concejo Cabrales est mentionné pour la première fois. Jusqu'au XIXe siècle, il est gouverné par des familles régionales. Durant la guerre d'indépendance espagnole, la commune a été une zone de montée et de passage des troupes françaises du général Bonet.
Dans la partie supérieure du blason, on peut voir la croix de la victoire, les autres symboles font référence au paysage et à l'élevage.

## Gastronomie
Cabrales a donné son nom à un fromage local à pâte persillée : le cabrales.

## Jumelages
- Sadirac (France).

## Galerie

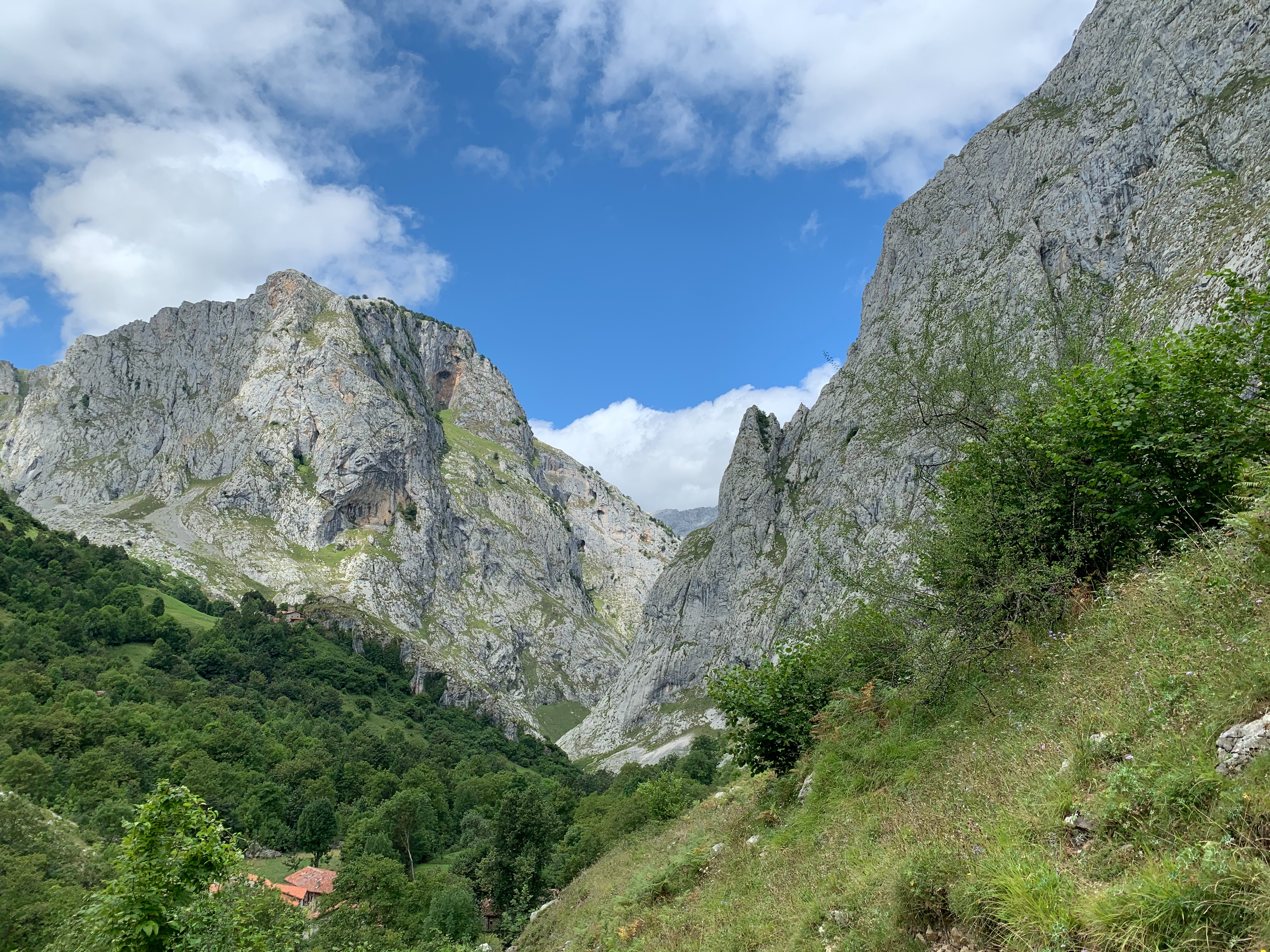
Montagnes à Bulnes.
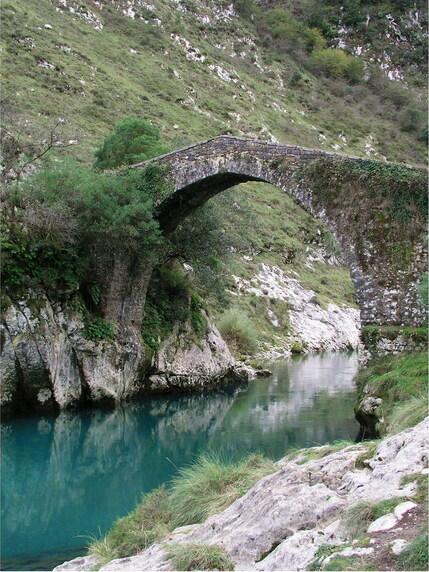
Pont de La Haya sur la rivière Cares, ancienne route du village de Bulnes (Las Salidas de Bulnes ou canal del Texu), Cabrales.
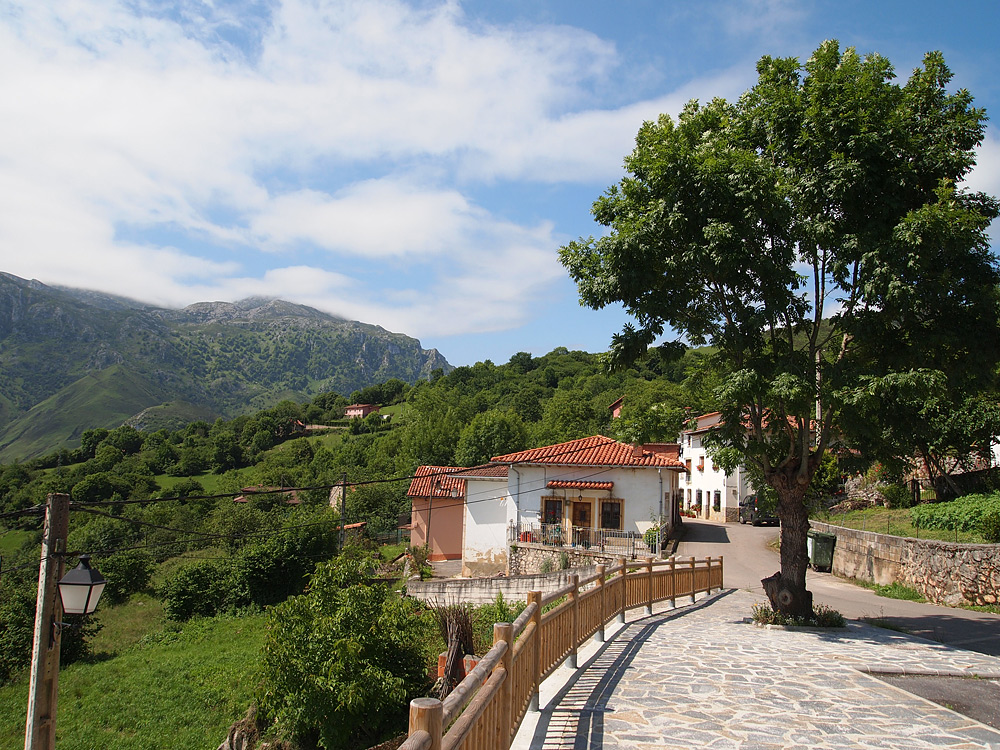
Canales, Prado.
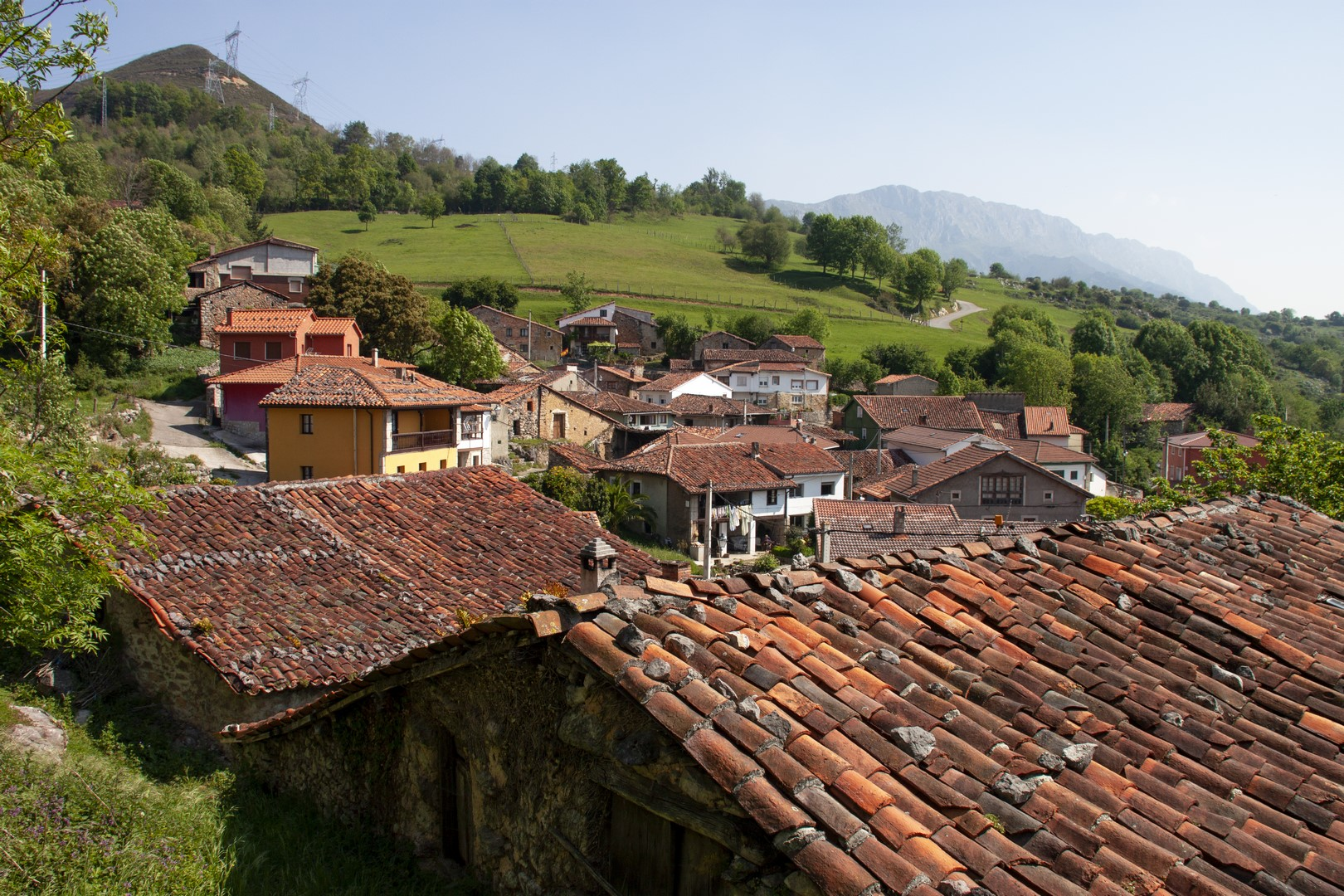
Asiego, village de la paroisse civile de Carreña de Cabrales
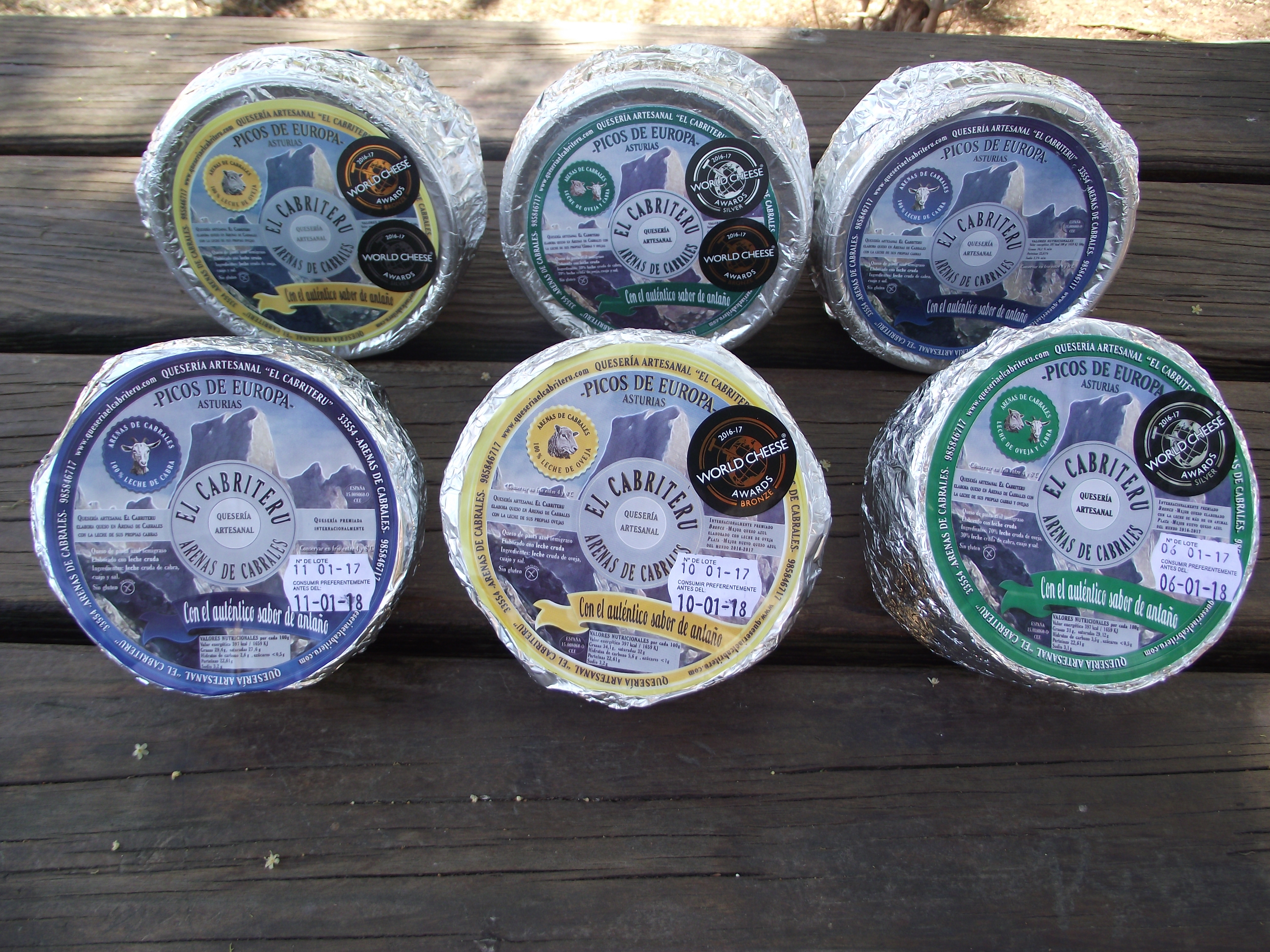
Région productrice de fromage.